# 27 Armia (ZSRR)
27 Armia (ros. 27-я армия) – związek operacyjny Armii Czerwonej z okresu II wojny światowej

## Historia

### I formowanie
Armia została sformowana 25.05.1941 roku w Nadbałtyckim Specjalnym Okręgu Wojskowym.
W czerwcu 1941 roku w składzie Frontu Północno-Zachodniego. Zadaniem Armii była obrona wybrzeża Bałtyku przed ewentualnymi desantami niemieckimi.

### II formowanie
Ponownie została sformowana 01.06.1942 rozkazem Stawki z dnia 22.05.1942 w składzie Frontu Północno-zachodniego. Uczestniczyła w bitwie kurskiej (5 lipca – 23 sierpnia 1943) w czasie której dowództwo frontu tworzyli następujący oficerowie: dowódca Siergiej Trofimienko, szef sztabu G. Łukjanczenko, członkowie rady wojennej I. Sewczenko i J. Polakow oraz szef zarządu politycznego
S. Chwalej.

## Dowódcy armii
- gen. mjr Nikołaj Bierzarin[2]

## Struktura organizacyjna
Skład w czerwcu 1941 roku:
- 16 Dywizja Piechoty
- 76 Dywizja Piechoty
- 22 Korpus Strzelecki (estoński) – gen. mjr Michaił Duchanow
  - 180 Dywizja Piechoty – płk Iwan Missaj
  - 182 Dywizja Piechoty
- 24 Korpus Strzelecki (łotewski) – gen. mjr Kuźma Kaczanow
  - 181 Dywizja Piechoty
  - 183 Dywizja Piechoty

- oraz: 3 Samodzielna Brygada Strzelecka (rozmieszczona na archipelagu Moonsund), 613 pułk artylerii, 614 pułk artylerii, 103 samodzielny dywizjon przeciwlotniczy i 111 samodzielny dywizjon przeciwlotniczy[4].